# ベレシート

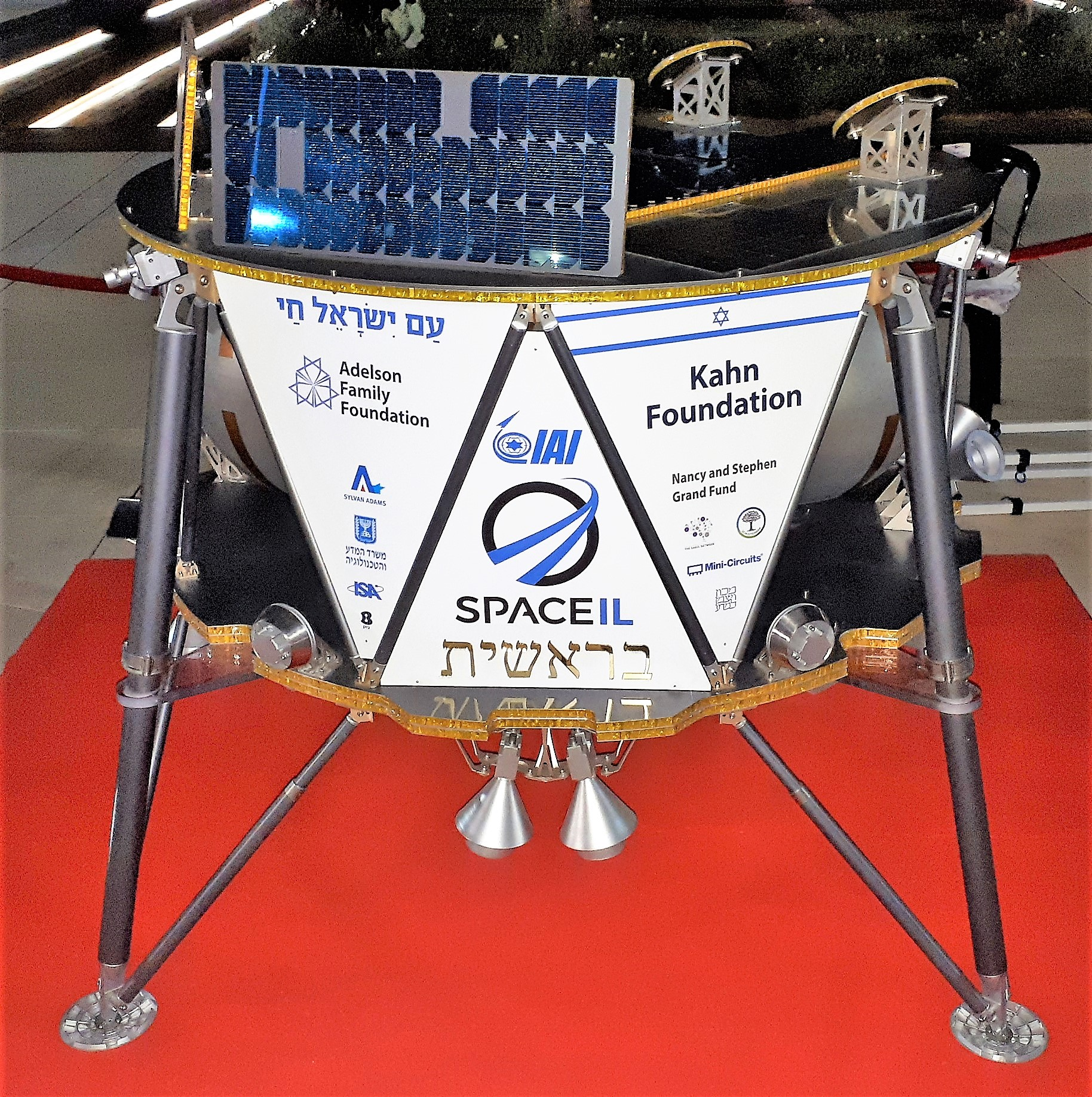
ベレシートの実物大模型

ベレシート (ヘブライ語: בְּרֵאשִׁית、英語: Beresheet) は、イスラエルのSpaceILによって開発された月探査機。

## 概要
イスラエル・エアロスペース・インダストリーズの協力を得て開発され、2019年2月22日にケープカナベラル空軍基地第40発射施設からファルコン9ロケットによって打ち上げられた。
べレシートは2019年4月4日に月周回軌道への投入に成功、次いで11日には月面着陸に挑むも、エンジントラブルにより高度約149メートルで通信が途絶。機体はそのまま月面に衝突し、着陸成功までは至らなかった。着陸こそ成功しなかったが月へ到達したベレシートは、Xプライズ財団がGLXP後に新たに制定したムーンショット賞（賞金100万ドル）を獲得した。

## 打ち上げまでの経緯
当初の名称はSparrowだったが、ヘブライ語で創世記を意味するベレシートに変更された。もともとは2014年4月に月面の晴れの海に着陸予定で当初はGoogle Lunar X Prizeに参戦するために開発が進められていたものの、期日までに完成しなかった。Google Lunar X Prizeでは着陸後、月面上で500メートル移動する項目があり、ロケットエンジンによる跳躍で移動する事が検討されたが、推進剤の使用が多く、難易度が高いので移動しない仕様になった。無事に月面に軟着陸すれば、アメリカ、ソビエト、中国に次いで4ヶ国目となる月面着陸の成功で、2017年6月に、イスラエル宇宙局 (ISA) から750万ILSの資金援助があったので純粋な民間資本によるものではないが、事実上国家が関与しない民間団体としては初の快挙となる予定であった。

## 諸元
- 重量: 585kg[5]
- 直径: 2m[5]
- 高さ: 1.5m[5]

## ペイロード
- 磁力計
- レーザー再帰反射体
- カメラ[6]
- Lunar Library 地球と人類の記録を記したアーカイブ。英語版ウィキペディアのデータや、ロング・ナウ協会によるウェアラブル・ロゼッタ・ディスクやPanLexデータベース、ヘブライ語聖書、子供の絵、宇宙打ち上げに触発された子供向けの本、ホロコースト生存者の回想録、イスラエル国歌（「ハティクヴァ」）、イスラエルの国旗、イスラエル独立宣言のコピーを含む3000万ページを超えるデータや人間のDNAサンプル、数千匹の乾燥状態のクマムシ等が格納されていた。[7][8]